# Добромир Хриз
Добромѝр Хриз е български благородник, независим владетел в Македония от края на XII и началото на XIII век.

## Биография

### Между България и Византия
По времето когато братята Асен и Петър вдигат въстание в Търново (1185), в Македония се появява боляринът Добромир Хриз. Според Петър Мутафчиев  той е пратен от Асеневци да вдигне местното българско население на бунт. Според сведенията на Никита Хониат, Хриз начело на петстотин души свои сънародници завзема крепостта Струмица, от която започва да напада и покорява околните земи. Не само не действа в съгласие с въстаниците в Търновград, но и влиза в съюз с ромеите срещу тях. Впоследствие Хриз променя политиката си и воюва срещу ромеите. Около 1193 г. е заловен от тях и хвърлен в тъмница. Успехите на въстаналите българи принуждават император Алексий III Ангел да освободи Добромир Хриз и да му върне владенията, разчитайки, че той ще противостои успешно на сънародниците си (около 1196 г.). За да го привърже трайно към себе си императорът го оженва за дъщерята на своя братовчед Мануил Камица.

### Съюзник на цар Калоян
Възползвайки се от проблемите на императора в Мала Азия, скоро след освобождаването си Хриз отново става независим.
Заемайки изоставения Просек край река Вардар, той го превръща в непристъпна твърдина, от която предприема нападения срещу съседните територии.
В 1197 г. на трона в Търново се възкачва Калоян. Той сключва съюз с независимите феодали Добромир Хриз и Иванко. Същата година Алексий III Ангел предприема поход срещу Хриз, но скоро разпуска войските си и се връща в Константинопол. Причините за тези му действия са неизвестни.

### Втори поход на императора срещу Хриз
През 1199 г. Алексий III Ангел се отправя към владенията на Хриз. Вместо да послуша съветниците си и да завладее първо по-малките крепости, с което да лиши от опора и снабдителна линия Хриз, императорът се отправя направо към Просек. При първия щурм на крепостта е овладяно допълнителното укрепление, което Хриз издигна в най-уязвимата точка на отбранителната система – входът. Опитът да се подкопаят стените на крепостта завършва с много материални загуби за ромеите. Императорът прекратява атаката, за да изчака подкопаващите машини, които още не са пристигнали. На следващия ден атаките на гърците са отблъснати. Каменометните машини на Хриз нанасят нови поражения на ромейските редици. През нощта българите излизат през таен проход от крепостта и атакуват спящите ромеи, разрушават много от катапултите, разположени по хълмовете около Просек. Обръщайки в бягство нощния караул, те проникват в лагера на ромеите и разграбват палатката на протовестиария Йоан, който се спасява с бягство. Завръщайки се в крепостта, българите продължават да всяват страх у врага, като хвърлят празни бъчви в пропастта, създавайки илюзията, че безмилостно екзекутират пленници.
На другия ден императорът, губейки надежда, че може да се справи с Хриз, влиза в преговори с него и признава владенията му около Просек и Струмица. Договорен е брак между Хриз и родственица на императора, която за целта бива разведена със съпруга си. Това е дъщерята на протостратора Мануил Камица, братовчед на императора.

### Хриз и Камица
През 1200 г. Алексий III изпраща протостратора Мануил Камица срещу Иванко, но той е пленен и предаден на цар Калоян. След отказа на императора да откупи братовчед си, царят го предава на Добромир Хриз, който му се пада зет.
В 1201 г. Хриз нарушава мира с императора и в съюз с Камица завзема Прилеп, Битоля и други крепости в Македония. Войските на двамата проникват и в Тесалия като заплашват да откъснат немалка част от земите на империята. Василевсът предприема поход срещу тях, отправяйки се първо срещу Камица. Войната се оказва трудна и се проточва. Тъй като не получава помощ от просекския владетел, Камица бива разбит и изтласкан в Тесалия, а след това прогонен и от там. Хриз повежда преговори с императора и през 1202 г. Добромир Хриз сключва мир, като приема нова съпруга от знатно потекло – това е Теодора, внучка на императора и вдовица на Иванко, която е докарана от Византион. В замяна Хриз връща под властта на императора Прилеп и областта Пелагония. С това той разтрогва съюза си с Мануил Камица. Не е известно какво се случва с предходната съпруга на Хриз, дъщерята на Мануил Камица.

### Загуба на Струмица
На връщане от Тесалия, Алексий III измамил Хриз, като завладял Струмица през 1202 г., а по същото време сключил мир с Калоян.
След завземането на Струмица Хриз изчезва от историческите извори. Според монографията на Тома Томов, Добромир Хриз запазва Просек, където се оттегля, като се позовава на сведения у речите на Хризоверг. Историкът Петър Мутафчиев твърди, че именно тогава Просек става владение на Калоян, защото около 1205 г. там се подвизава калояновият военачалник Ециусмен (Чесмен). Същият предполага, че между българския цар и императора е имало уговорка за премахването на Хриз и поделяне помежду им на владенията му. Мутафчиев изхожда от някои намеци в „История“ на Никита Хониат, според които Алексий III надхитрил Хриз и сключил мир с Калоян.

## Личността на Хриз
Оскъдните исторически извори дават основание за много догадки относно просекския владетел. Основният източник по въпроса е Никита Хониат, който в своята „История“ го нарича само Хриз (на гръцки: Χρύσος). Това небългарско име смущава изследователите (изказвани са предположения, че Хриз и Стрез са едно и също лице), докато не е обнародвана речта на Хониат към Алексий III от 1203 г., в която заедно с Хриз се употребява българското Добромир (на гръцки: Δοβρομιρός Χρύσος). Относно Хриз, смята се че произлиза от гръцкия превод на Злат или е изкривено произнасяне на българското име Хръз.
Хониат нарича Хриз влах (той употребява за българите от Северна България названието власи), което дава повод на румънските историци да го смятат за румънски болярин.
Относно външността и характера на Хриз, разполагаме само с беглите забележки на Хониат. Той споменава, че Хриз бил нисък на ръст и груб в обноските си, а в речта си го нарича „лесно променлив“ и „хамелеон“.